# František Damián ze Šternberka
František Damián ze Šternberka, celým jménem František Damián Jakub Josef hrabě ze Šternberka (26. července 1676 Vídeň – 15. května 1723 Častolovice) byl český šlechtic z rodu Šternberků, zakladatel Damiánovy linie se sídlem v Zásmukách a Častolovicích.

## Původ a život

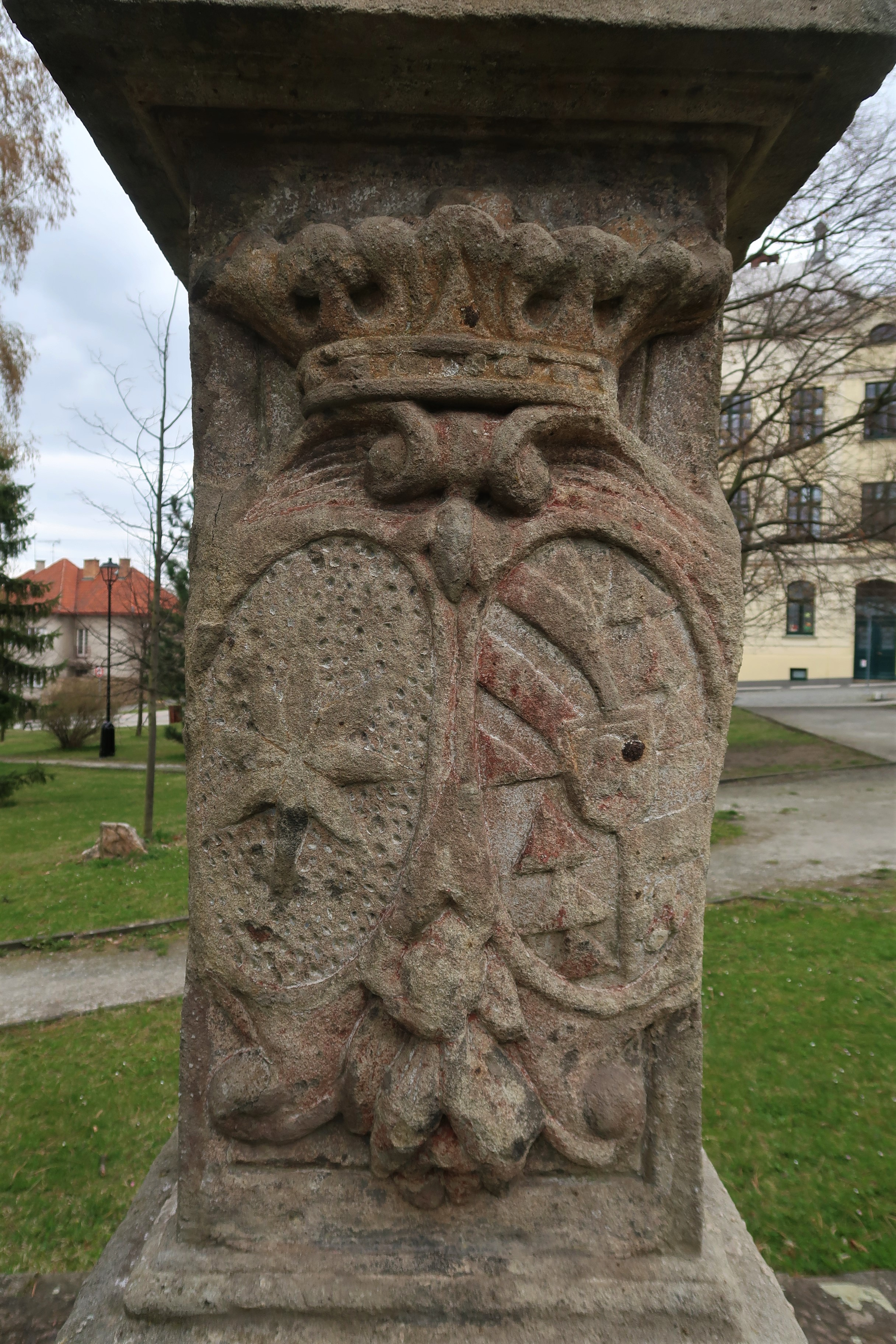
Erb Františka Damiána ze Šternberka a jeho manželky Marie Josefy, rozené Trauttmansdorffové na podstavci sochy sv. Jana Nepomuckého v Zásmukách

Narodil se jako starší syn pozdějšího nejvyššího purkrabí Českého království Adolfa Vratislava ze Šternberka (1627 Postoloprty – 4. 9. 1703 Zásmuky) a jeho manželky Anny Lucie Slavatové z Chlumu a Košumberka (17. 7. 1637 Vídeň – 3. 3. 1703 Praha). Jeho mladší bratr František Leopold ze Šternberka
(1680 nebo 1681–1745), v letech 1727–1745 prezident české komory, založil Leopoldovu linii se sídlem v Žirovnici, jejíž potomci žijí dodnes.
František Damián zastával málo prestižní pozice královského rady a zemského sudího.

## Majetek
Po otci zdědil fideikomis Zásmuky a Častolovice, panství Cerhenice a Šternberský palác na Malostranském náměstí v Praze. Navázal na otce a pokračoval v úpravách malostranského paláce. Na přelomu 17. a 18. století byla upravena fasáda tak, že už nebylo patrné, že palác tvoří dva domy. Proměnou prošly i interiéry.

## Rodina
Dne 25. listopadu 1699 se v Praze oženil s Marií Josefou z Trauttmansdorffu (29. 8. 1681 – 30. 11. 1742), dcerou Jana Bedřicha z Trauttmansdorffu (1619–1696) a jeho třetí manželky Marie Eleonory Holické ze Šternberka (1654–1703). Narodilo se jim 11 dětí, z toho sedm synů. Z nich však pouze František Filip měl potomky. Tato Damiánova linie, která zdědila titul říšských hrabat z Manderscheidu, vymřela v roce 1847 po meči a v roce 1870 i po přeslici.

### Děti
- 1. Adolf Vratislav (1702–1702)
- 2. Václav Josef (1703 – asi 1703)
- 3. Marie Františka Terezie (1704–1714)
- 4. Františka Marie Josefa (1706–1707)
- 5. František Filip (21. 8. 1708 Praha – 9. 1. 1786 Vídeň), nejvyšší hofmistr Marie Terezie, rytíř Řádu zlatého rouna
  - ∞ (18. 4. 1731 Vídeň) Marie Leopoldina ze Starhembergu (pokřtěna 26. 8. 1712 Vídeň – 22. 3. 1800 Vídeň)
- 6. František Antonín Josef (1710–1711)
- 7. Marie Anna (1712–1738)
- 8. František Karel Josef (1713–1715)
- 9. Filip Jáchym (asi 1715–1715)
- 10. Marie Františka Josefa (1716 – asi 1716)
- 11. František Michal (1718–1720)[4]

## Vyobrazení
Na chodbě zámku v Častolovicích se nachází portrét hraběte i jeho manželky.